# Yum Kaax
Yum Kaax (wym. jum-ka-asz, zwany także Yum Caax lub Bogiem E, "pan leśnej krainy") – w wierzeniach Majów bóg kukurydzy i rolnictwa, władca dżungli i przyrody. Ukazywany jako młody mężczyzna z kwitnącą rośliną w dłoni i uważany za wzór męskiego piękna. Wywodzący się prawdopodobnie z wierzeń łowieckich ludów Mezoameryki, był także patronem myśliwych. Ze względu na istotną rolę kukurydzy w życiu Majów uważany za boga przyjaznego, o porównywalnym znaczeniu jak Chac, bóg życiodajnego deszczu. Jego odpowiednikiem u Totonaków jest Centeotl.